# Тихі береги
Тихі береги — радянський художній фільм 1972 року, знятий на Кіностудії ім. О. Довженка.

## Сюжет
Слідчий Іван Лукич, який веде справу про вбивство інспектора рибнагляду, не тільки знаходить злочинців, але й по ходу слідства з'ясовує причини, що ведуть до закономірних злочинів браконьєрів.

## У ролях
- Юрій Мажуга — Іван Лукич
- Наталія Наум — Пелагея
- Вікторія Смоленська — Настя
- Борис Щербаков — Сашко
- Олександр Плотников — Ісидор Христофорович
- Микола Сектименко — Степан
- Федір Панасенко — Омелян
- Володимир Волков — Хомко
- Віктор Поліщук — Ілько
- Василь Фущич — сторож
- Федір Гладков — епізод

## Знімальна група
- Режисер — Микола Вінграновський
- Сценарист — Віктор Говяда
- Оператор — Микола Кульчицький
- Композитор — Борис Буєвський
- Художник — Анатолій Добролежа